# Warren Richard Colvin Wynne
Warren Richard Colvin Wynne (9 de abril de 1843 - 9 de abril de 1879) fue un oficial angloirlandés del ejército británico. Ascendió al rango de capitán y, en última instancia, brevet mayor, en los Ingenieros Reales. Durante la guerra anglo-zulú de 1879, supervisó la construcción de varios fuertes y murió de una fiebre contraída durante la defensa de Ekowe.

## Orígenes
Warren Richard Colvin Wynne nació en Collon House, condado de Louth, el 9 de abril de 1843. Era el hijo mayor superviviente del Capitán John Wynne, Royal Horse Artillery, de Wynnestay, Roebuck, Condado de Dublín, y su esposa, Anne, hija del almirante Sir Samuel Warren. Era descendiente de los Wynne de Hazlewood, condado de Sligo, muchos de los cuales sirvieron como oficiales del ejército.

## Carrera
Después de pasar por la Real Academia Militar de Woolwich, recibió el nombramiento de teniente de la Royal Engineers el 25 de junio de 1862. Sirvió en varias estaciones base y luego durante cinco años en Gibraltar, donde actuó como ayudante de su cuerpo. Fue designado para el estudio de artillería en los condados de origen a su regreso a Inglaterra a finales de 1871. Fue ascendido al rango de capitán el 3 de febrero de 1875.
El 2 de diciembre de 1878 se embarcó al mando de la 2.ª Compañía de Campo de los Ingenieros Reales de Natal, parte del pequeño número de refuerzos enviados a la colonia antes de la guerra anglo-zulú de 1879. Después de su llegada a Durban, Wynne marchó para unirse a la primera columna como ingeniero real al mando del coronel (después Sir) Charles Knight Pearson en la desembocadura del río Tugela. Llegó a la columna el 12 de enero y al día siguiente cruzó el río con ellos. Allí, en presencia del enemigo Wynne con su compañía de Ingenieros Reales, asistidos por la línea, trazó y construyó Fort Tenedos en la margen izquierda del Bajo Tugela. La estructura, lo suficientemente grande como para albergar toda la columna y una cantidad de provisiones, se completó el día 17.
Luego, la columna avanzó más hacia Zululandia. Wynne estaba al mando de la derecha en la acción en el río Inyezane el 22 de enero. Wynne había estado trabajando para mejorar la deriva para facilitar nuevos cruces, pero al escuchar que comenzó la acción, sus hombres dejaron caer sus palas y tomaron las armas para servir como infantería ligera. A su llegada a Ekowe (ahora llamado Eshowe), Wynne diseñó y construyó el fuerte allí.

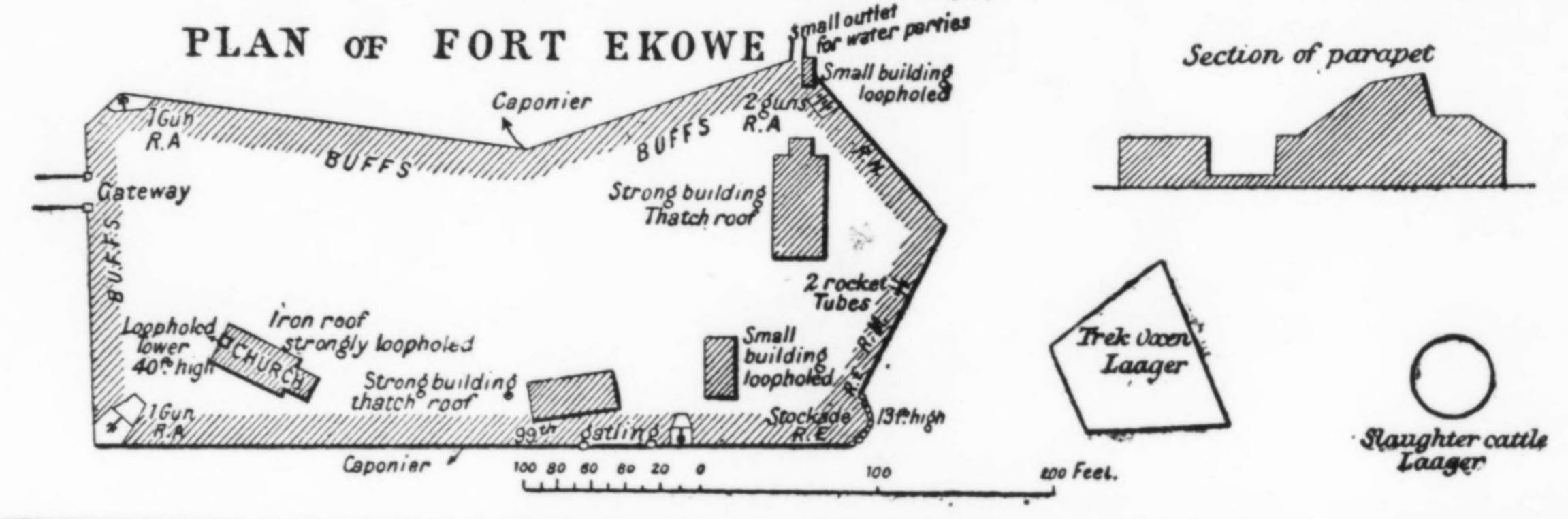
Plano de Fort Ekowe en The Illustrated London News, 26 de abril de 1879.

El 28 de enero de 1879, la columna recibió el anuncio de Lord Chelmsford de que se había visto obligado, a causa del desastre de Isandhlwana, a retirarse a la frontera. Pearson recibió total discreción para mantener su puesto o retirarse a Tugela. La mayoría de un consejo de guerra estaba a favor de la retirada, cuando Wynne, mencionando que la retirada sería peligrosa y que su efecto moral en tal coyuntura sería muy perjudicial, logró, con el apoyo del coronel Walker y el capitán H. G. MacGregor, asegurar una decisión de permanecer en Ekowe. La construcción del fuerte continuó y Wynne construyó un foso, un puente levadizo, una puerta y una empalizada con aspilleras.

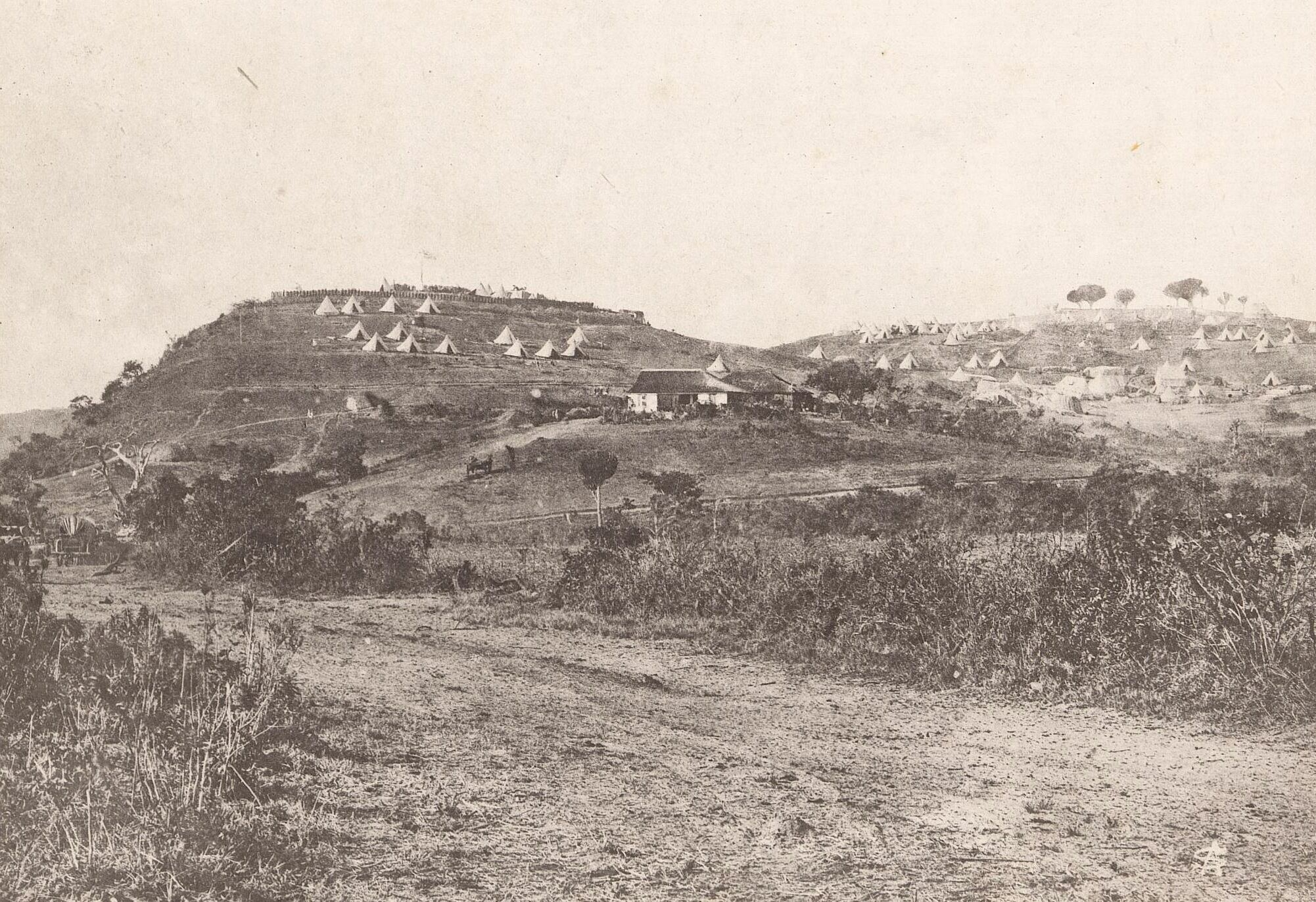
Vista de Fort Pearson, en 1880 o antes.

El 1 de marzo, Wynne participó en una salida exitosa para destruir un kraal zulú y comandó el flanco derecho de la columna a su regreso en un enfrentamiento con el enemigo, actuando su compañía nuevamente como infantería ligera. Atrapados en Ekowe e incapaces de llevar corredores hasta Lord Chelmsford, al día siguiente se observaron señales de heliógrafo desde Fort Pearson, en Tugela, frente a Fort Tenedos. Wynne, que ahora padecía problemas de salud debido a sus esfuerzos en la construcción del fuerte, intentó construir un medio de respuesta. Su primer intento fue un globo aerostático con un mensaje adjunto, pero un cambio en el viento lo desvió de su rumbo y se perdió. Un segundo intento fue una pantalla de lona negra que se balanceaba hacia arriba y hacia abajo sobre un marco de madera para replicar mensajes heliográficos, pero fue destruida por una ráfaga de viento. Al final, el capitán Macgregor, uno de los oficiales del estado mayor de Pearson, construyó un heliógrafo improvisado, utilizando un espejo de afeitar y un tramo de tubería de gas.
Wynne era incansable a la hora de establecer campos de tiro, reparar accesos o talar arbustos, siempre ingenioso y alegre, aprovechando al máximo los medios a su alcance; En gran parte debido a su habilidad y esfuerzo, la defensa fue un éxito. En una ocasión, Wynne descubrió que los zulúes estaban moviendo por la noche los postes de señalización, utilizados por la guarnición para determinar los campos de tiro de los rifles en caso de ataque y para delinear la ruta de una nueva carretera de acceso. Wynne hizo que su empresa colocara explosivos en los postes. Pearson, en su despacho, expresó su alta opinión sobre los servicios de Wynne.
El 12 de marzo sufrió fiebre, consecuencia del exceso de trabajo. En el relevo de Ekowe lo trasladaron en un carro al río Tugela, donde, ascendido a honorario mayor una semana antes, murió en Fort Pearson el 9 de abril de 1879, cuando cumplía 36 años. Fue enterrado en el cementerio de la ladera con vista al río y al Fuerte Tenedos. Su nombre fue conmemorado por su cuerpo en la Catedral de Rochester.

## Vida personal
Wynne se casó primero, en 1872, con Eleanor (fallecida en 1873), tercera hija de J. P. Turbett de Owenstown, condado de Dublín; y en segundo lugar, en 1876, Lucy, hija mayor del capitán Alfred Parish, con quien tuvo tres hijos, que con su madre le sobrevivieron.

## Lectura adicional
- Boase, Frederic (1965). Modern English Biography 3. Londres: Frank Cass & Co. Ltd.
- Greaves, Adrian (sin fecha). «Major Warren Richard Colvin Wynne R.E. Architect of Fort Tenedos and Eshowe». The Journal of the Anglo Zulu War Historical Society. 5/7.
- Hart, H. G. (1879). The New Annual Army List, Militia List, and Indian Civil Service List, for 1879 40. Londres: John Murray. p. 209.
- Hart, H. G. (1880). The New Annual Army List, Militia List, and Indian Civil Service List, for 1880 41. Londres: John Murray. p. 658.
- Norris-Newman, Charles L. (1880). In Zululand with the British Throughout the War of 1879. Londres: W. H. Allen & Co. pp. 4-5, 146-148, 290.
- Whitehouse, Howard, ed. (1995). 'A Widow-Making War': The Life and Death of a British Officer in Zululand, 1879. Paddy Griffith Associates.
- «N.° 2084». The Illustrated London News XXIV: 499. 24 de mayo de 1879.
- «N.° 2087». The Illustrated London News LXXIV: 561. 14 de junio de 1879.

- Datos: Q18759431